# Гісгон (онук Магона Великого)
Гісгон, Гісгон Магонід — карфагенський полководець і державний діяч кінця V ст. до н. е., наймолодший онук Магона Великого, брат Ганнона Мореплавця.
Представники олігархії, що були невдоволені всевладдям Магонідів, домоглися його вигнання, поставивши у вину поразку його батька Гамількара під Гімерою. Ймовірно причиною цьому стало порушення колегіального принципу панування родом Магонідів після смерті його стриєчних братів Гасдрубала і Сафона. Гісгон став одноосібним володарем, що було зустрінено з підозрою олігархією. Гісгон знайшов притулок у Селінунті.